# Calliopsis pugionis
Calliopsis pugionis är en biart som beskrevs av Cockerell 1925. Calliopsis pugionis ingår i släktet Calliopsis och familjen grävbin. Inga underarter finns listade.